# ファジィ制御
ファジィ制御（ファジィせいぎょ、英語：fuzzy control） は、ファジィ集合 (fuzzy set) を利用して制御モデルや制御系を構成した制御である。ファジィ集合は、点がある集合に属するか属さないかのいずれかとなる通常の集合と異なり、中間の状態を許容した集合である。これにより、自然言語的（と、ファジィの研究者は主張する）あいまいな表現 − 例えば（とても大きい / やや大きい / やや小さい / とても小さい）など − に対しての中間的な値を対応させることができる。ファジィ制御はマイクロコントローラの性能が向上した1990年代に、単純なON/OFF制御の代替として家電に搭載され始め、最近では意識される事もなく利用されている。

## 主な概念

### ファジィ集合 (fuzzy set)
通常の集合ではある要素が集合に属するか属しないかは明確に区別される。ファジィ集合は、要素が集合に属する場合と、属さない場合の中間の状態を許容する。要素が集合に属する程度はメンバシップ関数によって表される。

### ファジィ論理 (fuzzy logic)
ファジィ集合論に基づいて組み立てた AND 演算や OR 演算などの論理演算を使用する論理表現法。通常の論理においては1つの命題は真か偽かのいずれかの値しか取り得ないが、ファジィ論理では命題が真と偽の中間の値をとり得る。

### メンバシップ関数 (membership function)
ファジィ集合の要素がその集合に属する度合いを表す関数。0から1の間の任意の実数値を取りえる。0はその要素がファジィ集合に完全に属さないことを示し、1の時は完全に属することを示す。通常の集合論に当てはめると、メンバシップ関数の値は0か1となり、中間の値はない。メンバシップ関数とも呼ばれる。

### ファジィ化 (fuzzify)
数値で表される量を、メンバシップ関数を用いて言語表現に置き換えること
（例） 5km/h → 非常に遅い、アクセル開度 70% → アクセルをたくさん踏む

### ファジィルール (fuzzy rule)
「○○○ ならば △△△」というような文法で表された論理表現。○○○や△△△にはファジィ化された言語表現がくる。これにより、制御対象の挙動や制御則などを記述する。
（例）「アクセルをたくさん踏む ならば すばやく加速する」、「速度が少し遅い ならば アクセルを少し踏む、など」

### ファジィ推論 (fuzzy inference)
ファジィルールを複数組み合わせることによって1つの結論を言語表現で得る作業。ルールの数に応じて複雑な入出力関係を表すことができる。
（例）「速度が非常に遅い」→（アクセルをたくさん踏む） → 「すばやく加速する」

### 非ファジィ化 (deffuzify)
メンバシップ関数を用いて推論の結果得られた表現を数値で置き換えること。ファジィ化 → 言語表現による論理 → 非ファジィ化 の手順を経ることで、最終的には数値的な入出力関係が得られる。